# Carlo Paalam
Carlo Paalam (* 16. Juli 1998 in Talakag) ist ein philippinischer Boxer. Sein bisher größter Erfolg war der Gewinn der Silbermedaille im Fliegengewicht bei den Olympischen Spielen 2020.

## Boxkarriere
Der 1,63 m große Linksausleger ist in Talakag geboren und zog im Alter von neun Jahren mit seiner Familie nach Cagayan de Oro, wo er 2009 mit dem Boxsport begann.
Er startete seine Karriere im Halbfliegengewicht und gewann 2016 jeweils eine Bronzemedaille bei den Jugend-Asienmeisterschaften in Pawlodar und den Jugend-Weltmeisterschaften in Sankt Petersburg.
Bei den Südostasienspielen 2017 in Kuala Lumpur schied er im Viertelfinale gegen Muhamad Redzuan aus, gewann jedoch eine Bronzemedaille bei den Asienspielen 2018 in Jakarta, nachdem er erst im Halbfinale gegen Amit Panghal unterlegen war.
2019 gewann er die Südostasienspiele in Pasay, wobei er Khamphouvanh Khamsathone, Muhamad Redzuan und Kornelis Langu besiegen konnte, und startete bei den Weltmeisterschaften 2019 in Jekaterinburg. Dort erreichte er mit Siegen gegen István Szaka und Se-hyeong jo, sowie einer Niederlage im Viertelfinale gegen Amit Panghal, einen fünften Platz.
Bei der asiatisch-ozeanischen Olympiaqualifikation 2020 in Amman besiegte er Ramish Rahmani, schied aber dann im Viertelfinale gegen Amit Panghal aus und verlor auch in den Box-offs gegen Säken Bibossynow. Aufgrund seiner Ranglistenplatzierung erhielt er jedoch von der IOC Boxing Task Force noch einen Startplatz im Fliegengewicht für die 2021 in Tokio ausgetragenen Olympischen Spiele. Bei Olympia überraschte Paalam mit Siegen gegen Brendan Irvine (4:1), Mohamed Flissi (5:0), Shahobiddin Zoirov (4:0) und Ryōmei Tanaka (5:0), wodurch er in das Finale einzog, wo er gegen Galal Yafai (1:4) unterlag und die Silbermedaille gewann.
2022 gewann er die Asienmeisterschaft in Amman. Beim 2. olympischen Qualifikationsturnier im Juni 2024 in Bangkok siegte er gegen den Griechen Alexei Lagkazasvili, den Turkmenen Shukur Ovezov, den Armenier Artur Bazeyan, den Dominikaner Jose De Los Santos und den Inder Sachin Siwach, womit er sich für die Olympischen Spiele 2024 in Paris qualifizierte. Dort unterlag er im Viertelfinale knapp mit 2:3 gegen den Australier Charlie Senior.